# Stromness Bay
Die Stromness Bay (von norwegisch strom ‚Strom‘ und nes ‚Landspitze‘) ist eine 4,8 km breite Bucht an der Nordküste Südgeorgiens. Ihre Einfahrt liegt zwischen Kap Saunders und dem Busen Point. Nach Westen gliedert sie sich von Norden nach Süden in den Husvik Harbour, den Stromness Harbour und den Leith Harbour auf.
Die erste Sichtung fand vermutlich 1775 durch James Cook statt; benannt wurde sie um 1912, vermutlich durch norwegische Walfänger, die ihre Häfen benutzen. Während des Zweiten Weltkriegs wurde am Eingang zur Stromness Bay von der Royal Navy eine Geschützstellung eingerichtet, um den Zugang zur Walfangstation Leith Harbour zu schützen. Das Geschütz wurde mit norwegischen Walfängern besetzt, die zuvor zu diesem Zweck ausgebildet worden waren. Die drei Walfangstationen Husvik, Stromness und Leith Harbour waren durch einen unebenen Pfad am Ufer der Bucht verbunden. Während der Walfangära wurde er von Walfängern aus Stromness und Husvik benutzt, um das Kino von Leith Harbour zu erreichen, das das einzige auf der ganzen Insel war.